# Cueva hospital de Santa Llúcia (La Bisbal de Montsant)

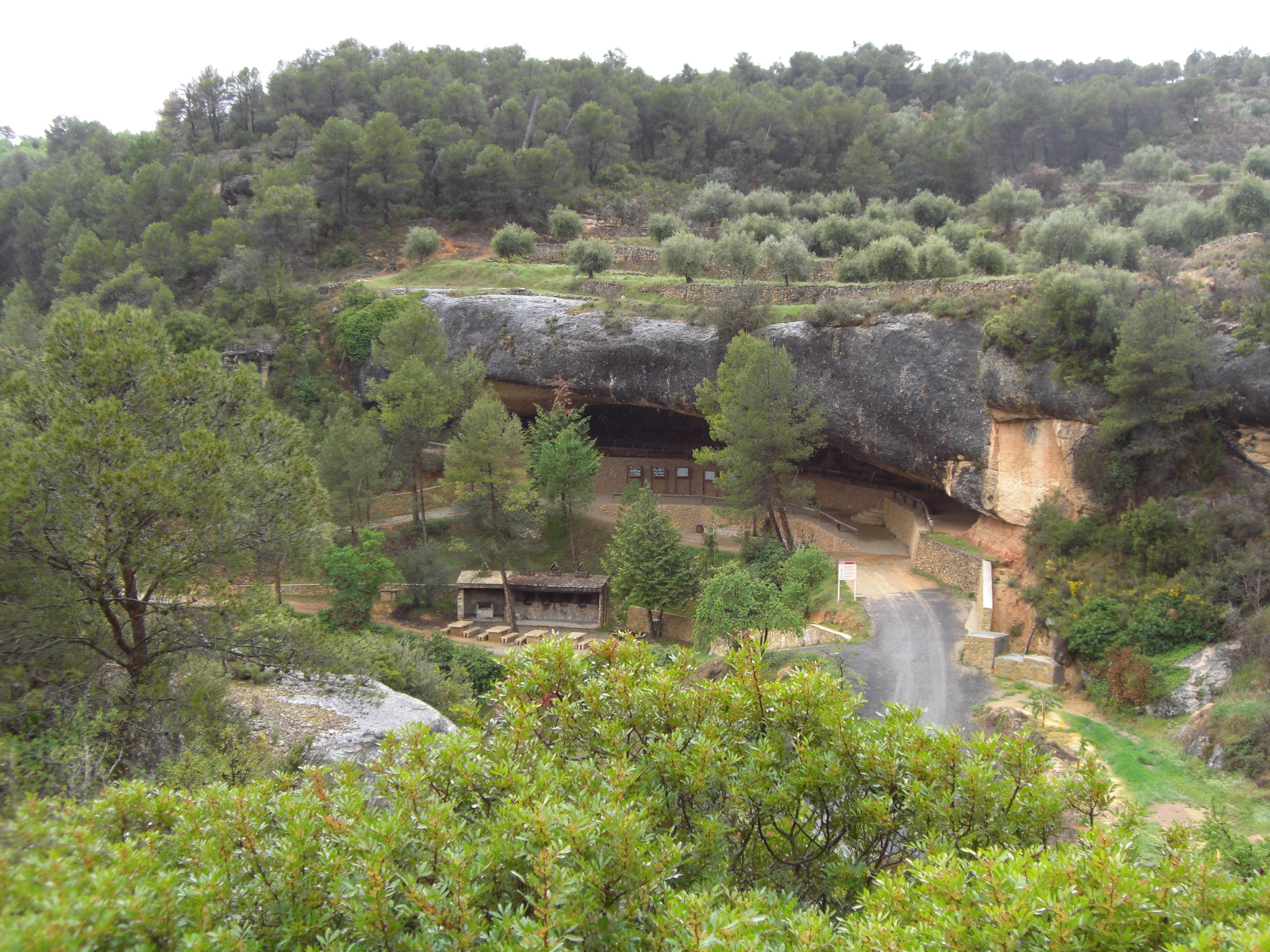
Imagen de la cueva hospital.

La cueva hospital de Santa Llúcia, cerca del pueblo de La Bisbal de Montsant (Tarragona) es una amplia y poco profunda cueva, utilizada por el hombre desde la antigüedad que adquirió un relieve muy destacado durante la guerra civil española al convertirse en un hospital de las Brigadas Internacionales que luchaban, en el verano de 1938, en la batalla del Ebro.